# La Franqui
La Franqui est une station balnéaire sur la commune de Leucate (Aude).

## Événement
Le Mondial du Vent (planche à voile, cerf-volant, kitesurf...) y est organisé chaque année. La Franqui est un mélange de deux univers : le monde des riders et du kite (skates électriques, kitesurf, planche à voile, paddle) et le monde méditerranéen.

## Louis Charles Pinet de Gaulade (1920 - 2000) Galerie Le Simourgh
- Henry de Monfreid (1879-1974), aventurier et navigateur de la mer Rouge, y est né.
- René Izaure, peintre et graveur, y possédait une cabane qu'il fréquentait régulièrement.

## Galerie

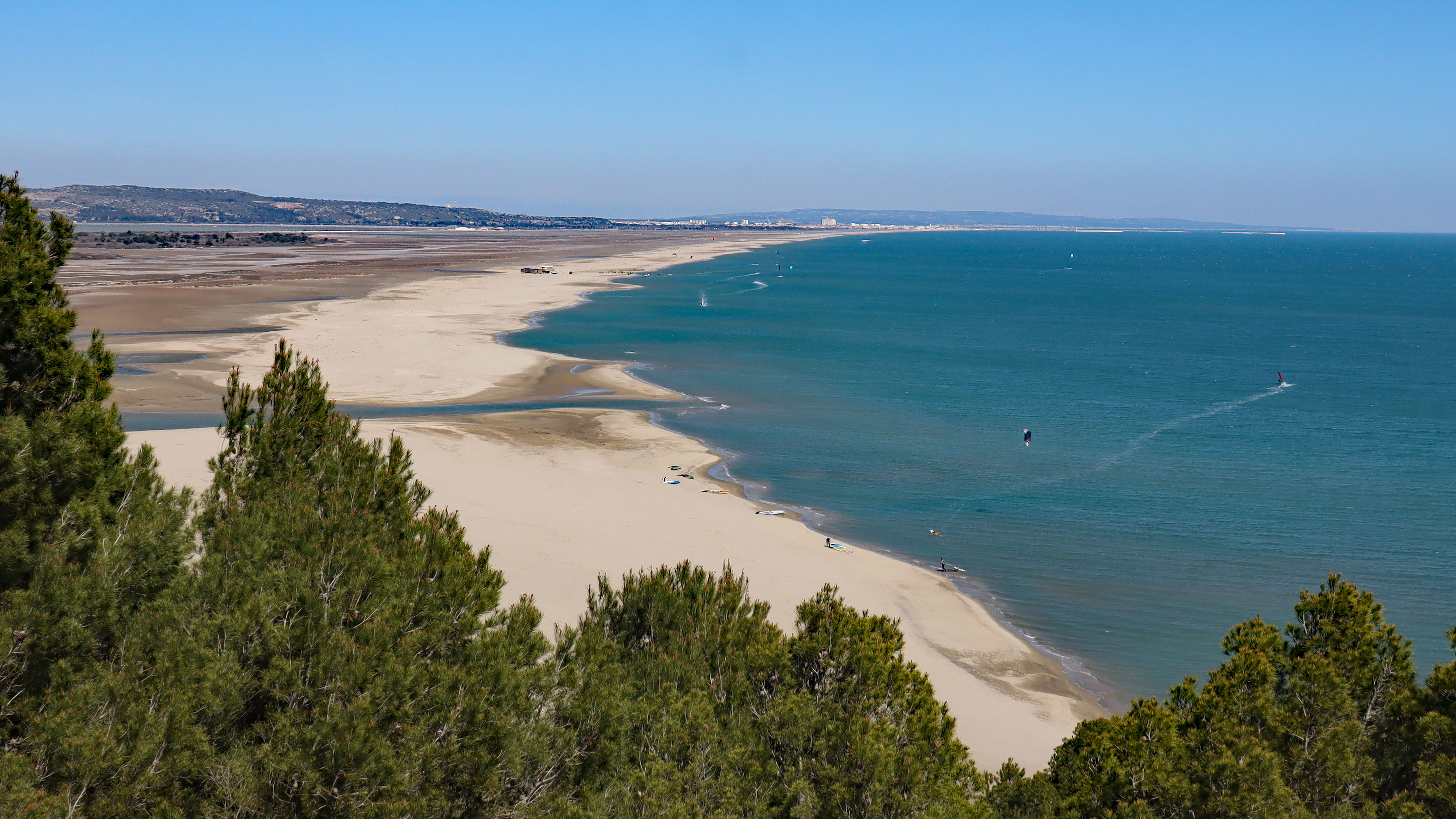
Plage entre la Franqui et Port-la-Nouvelle (le grau est ouvert)
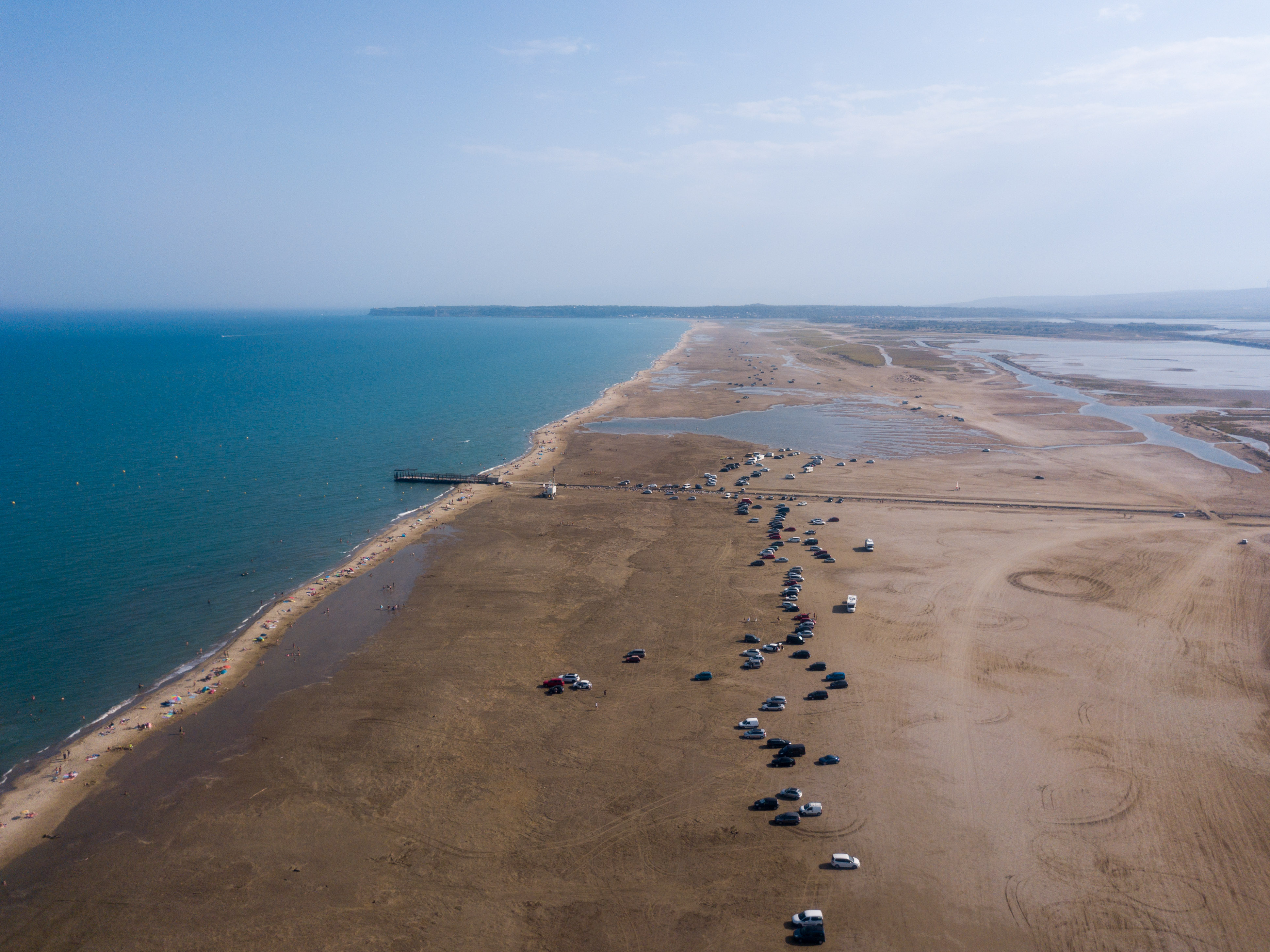
Plage entre Port-la-Nouvelle et La Franqui
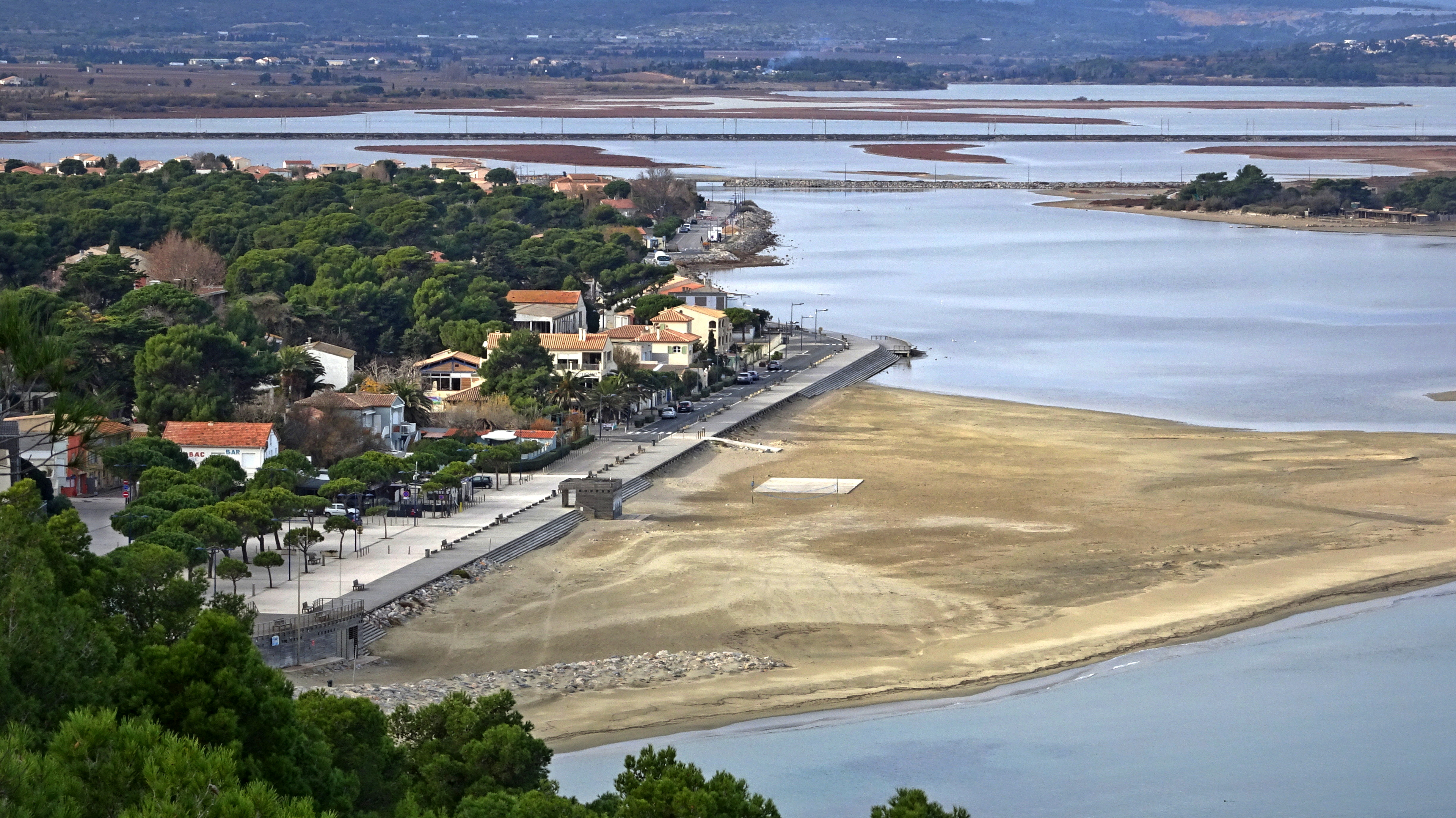
Le village et la plage
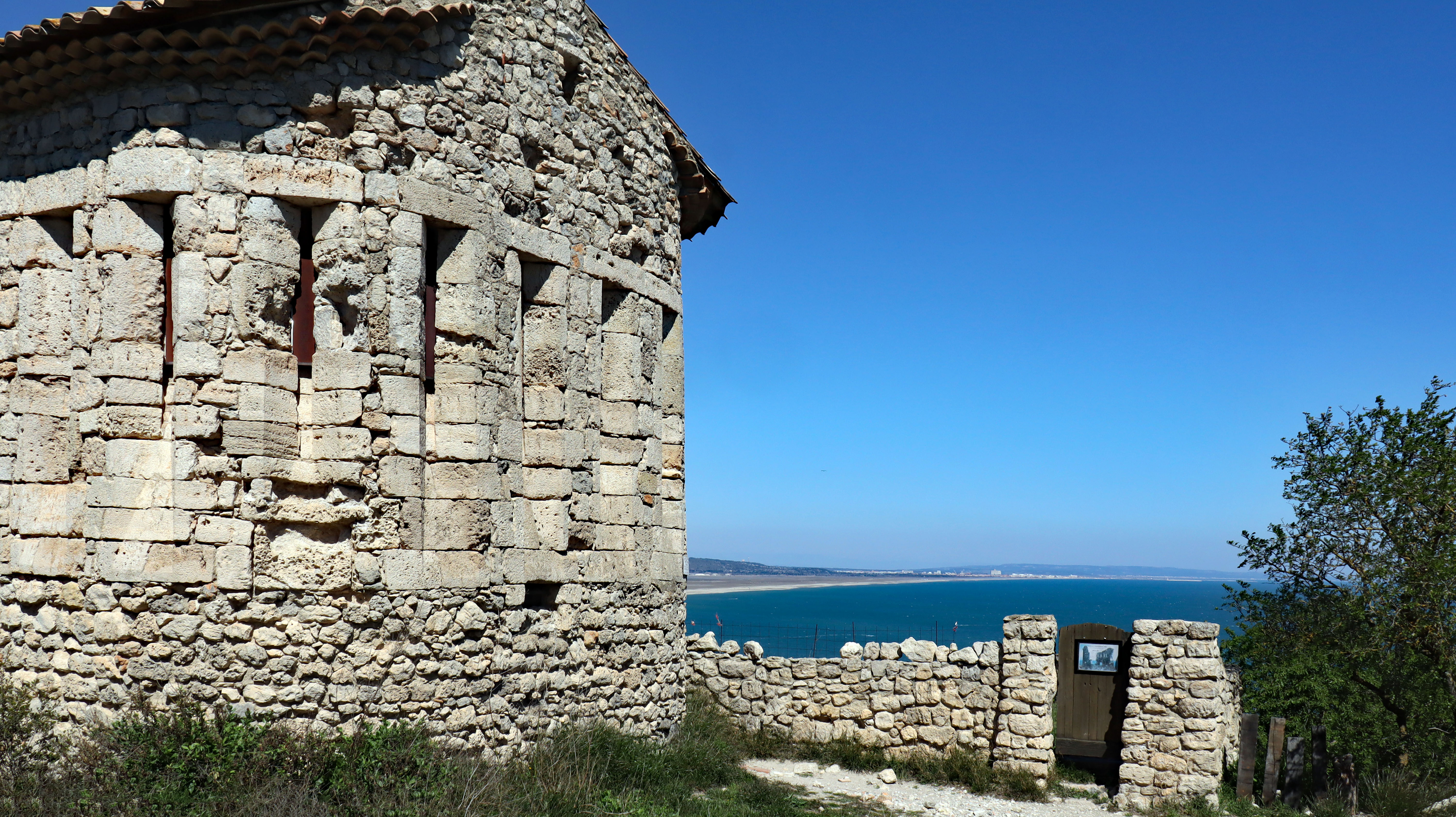
Redoute de la Franqui
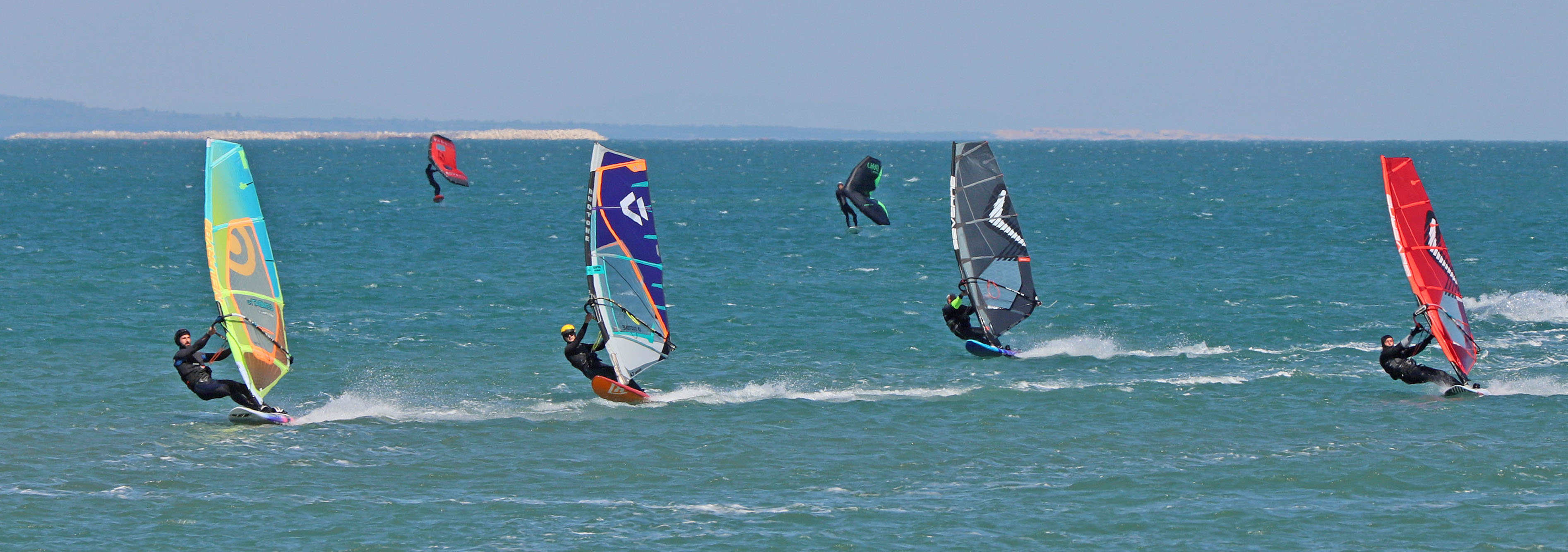
Planche à voile à la Franqui